# تری‌اتیل فسفات
تری‌اتیل فسفات (به انگلیسی: Triethyl phosphate) با فرمول شیمیایی C6H15O4P یک ترکیب شیمیایی با شناسه پاب‌کم 6535 است. که جرم مولی آن 182.15 g/mol می‌باشد. 